# Challenger Ciudad de Guayaquil 2022
Il Challenger Ciudad de Guayaquil 2022 è stato un torneo maschile tennis professionistico. È stata la 21ª edizione del torneo, facente parte della categoria Challenger 80 nell'ambito dell'ATP Challenger Tour 2022, con un montepremi di 53 120 $. Si è svolto dal 31 ottobre al 6 novembre 2022 sui campi in terra rossa del Guayaquil Tennis Club di Guayaquil, in Ecuador.

## Partecipanti

### Teste di serie
| Nazionalità | Giocatore                     | Ranking* | Testa di serie |
| ----------- | ----------------------------- | -------- | -------------- |
| Argentina   | Federico Coria                | 73       | 1              |
| Argentina   | Tomás Martín Etcheverry       | 89       | 2              |
| Germania    | Daniel Altmaier               | 106      | 3              |
| Perù        | Juan Pablo Varillas           | 121      | 4              |
| Argentina   | Juan Manuel Cerúndolo         | 136      | 5              |
| Italia      | Franco Agamenone              | 159      | 6              |
| Argentina   | Santiago Fa Rodríguez Taverna | 162      | 7              |
| Brasile     | Felipe Meligeni Alves         | 169      | 8              |

* Ranking al 24 ottobre 2022.

### Altri partecipanti
I seguenti giocatori hanno ricevuto una wild card per il tabellone principale:
- Andrés Andrade
- Álvaro Guillén Meza
- Cayetano March

Il seguente giocatore è entrato in tabellone con il ranking protetto:
- Sumit Nagal

I seguenti giocatori sono entrati in tabellone come alternate:
- Nikola Milojević
- Roberto Quiroz
- Nikolás Sánchez Izquierdo

I seguenti giocatori sono passati dalle qualificazioni:
- Marco Cecchinato
- Jan Choinski
- Eduardo Ribeiro
- Juan Ignacio Galarza
- Thiago Seyboth Wild
- Blaise Bicknell

Il seguente giocatore è entrato in tabellone come lucky loser:
- Román Andrés Burruchaga

## Campioni

### Singolare
Daniel Altmaier ha sconfitto in finale  Federico Coria con il punteggio di 6–2, 6–4.

### Doppio
Guido Andreozzi /  Guillermo Durán hanno sconfitto in finale  Facundo Díaz Acosta /  Luis David Martínez con il punteggio di 6–0, 6–4.